# Fabricação de neve

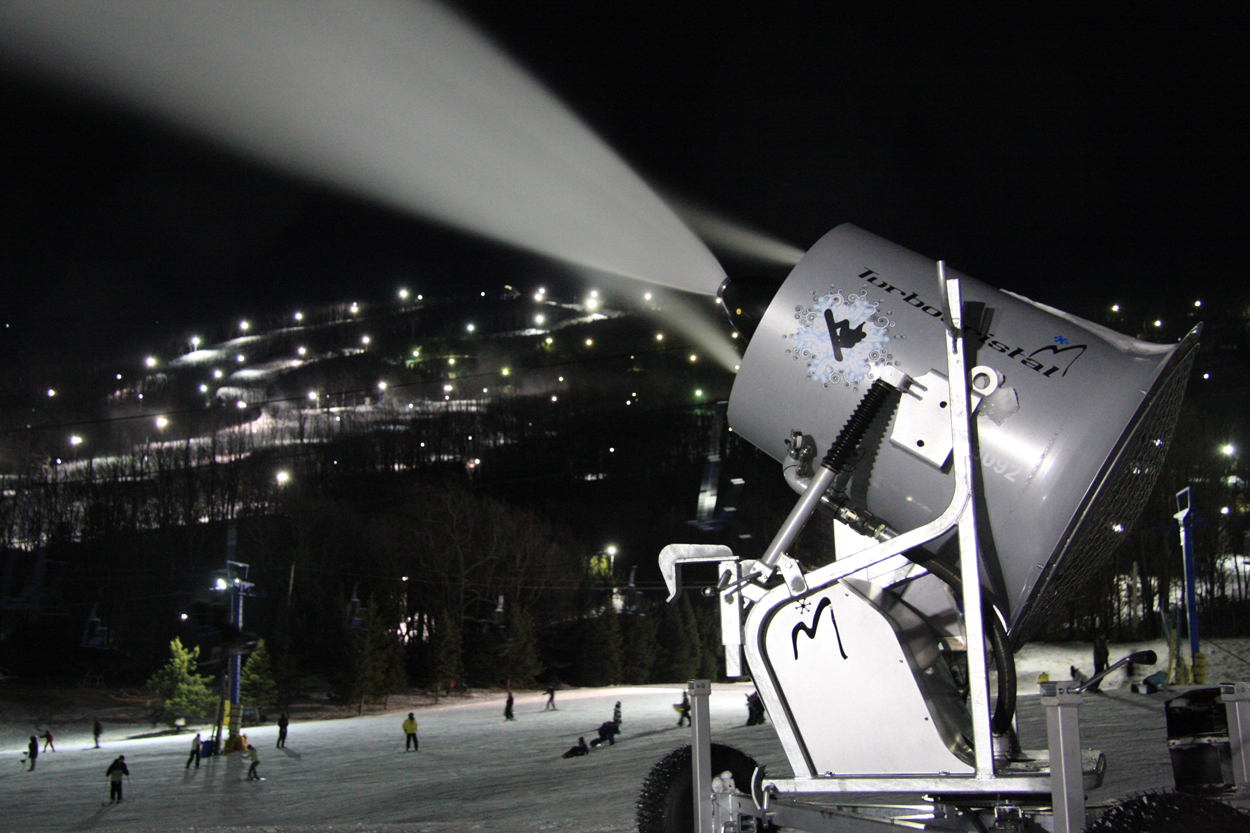
Canhão de neve em operação em Camelback Mountain Resort nas montanhas Pocono da Pensilvânia, Estados Unidos

A fabricação de neve é a produção de neve através de um “canhão de neve” usando água e ar pressurizado. A produção de neve é usada principalmente em estações de esqui para complementar a neve natural. Isso permite que as estâncias de esqui melhorem a fiabilidade de suas coberturas de neve e estendam as suas temporadas de esqui do final do outono ao início da primavera. Pistas de esqui internas utilizam a produção de neve, podendo geralmente fazê-lo durante o ano todo, por conta de seus ambientes internos climatizados.
O uso de máquinas de produção de neve tornou-se mais comum à medida que as mudanças nos padrões climáticos e a popularidade dos resorts de esqui indoor criam uma demanda por neve além daquela fornecida pela natureza. As máquinas de produção de neve têm atendido à escassez no fornecimento de neve; no entanto, existem custos ambientais significativos associados à produção artificial de neve.
De acordo com a Agência Europeia do Ambiente, a duração das temporadas de neve no hemisfério norte diminuiu cinco dias a cada década desde os anos 1970, aumentando assim a demanda pela produção de neve artificial. Alguns resorts de esqui utilizam neve artificial para prolongar suas temporadas de esqui e complementar a neve natural; no entanto, há resorts que dependem quase inteiramente da produção de neve artificial. A neve artificial foi amplamente utilizada nas Olimpíadas de Inverno de 2014 em Sochi, nas Olimpíadas de Inverno de 2018 em Pyeongchang e nas Olimpíadas de Inverno de 2022 em Pequim para suplementar a neve natural e proporcionar as melhores condições possíveis para a competição.
A produção de neve requer temperaturas baixas. A temperatura limite para a produção de neve aumenta à medida que a umidade diminui. A técnica da temperatura de bulbo úmido é usada como métrica, pois leva em conta a temperatura do ar e a umidade relativa. A temperatura do bulbo deve ser sempre inferior à temperatura externa. Quanto mais úmido o ar, menos umidade ele pode absorver. Quanto maior a umidade atmosférica, mais frio deve estar para transformar as pequenas gotas de água em cristais de neve.
Exemplos:
- 0 ºC de temperatura seca e uma umidade de 90% correspondem a uma temperatura de bulbo úmido de -0,6 ºC.
- 0 ºC de temperatura seca e uma umidade de 30% correspondem a uma temperatura de bulbo úmido de -4,3
- ºC. 2 ºC de temperatura seca e uma umidade de 90% correspondem a uma temperatura de bulbo úmido de 1,5
- ºC. 2 ºC de temperatura seca e uma umidade de 30% correspondem a uma temperatura de bulbo úmido de -2,8 ºC.

Para iniciar um sistema de produção de neve, é necessária uma temperatura de bulbo úmido de −2,5 °C. Se a umidade atmosférica estiver muito baixa, esse nível pode ser alcançado em temperaturas ligeiramente acima de 0 °C, mas se a umidade do ar estiver alta, são necessárias temperaturas mais frias. Temperaturas em torno do ponto de congelamento são chamadas de temperaturas limite. Se a temperatura do bulbo úmido cair, mais neve poderá ser produzida de forma mais rápida e eficiente.
A produção de neve é um processo que consome muita energia e tem impactos ambientais, os quais intrinsicamente limitam a sua utilização.

## História
Os inventores americanos Art Hunt, Dave Richey e Wayne Pierce conceberam o canhão de neve em 1950, mas garantiram sua patente algum tempo depois. Em 1952, o Grossinger's Catskill Resort Hotel tornou-se o primeiro no mundo a usar neve artificial. A produção de neve começou a ser usada extensivamente no início dos anos 1970. Muitas estações de esqui dependem fortemente da produção de neve.
A produção de neve alcançou uma maior eficiência com o melhoria da tecnologia. Tradicionalmente, a qualidade da produção de neve dependia da habilidade do operador do equipamento. Hoje, o controle do computador complementa essa habilidade com maior precisão, de modo que um canhão de neve funciona apenas quando as circunstâncias para a produção de neve são ideais.

## Operação

Gráfico da temperatura do ar em relação à umidade relativa: se as condições estiverem abaixo da curva, pode se fabricar neve

Os principais fatores para se levar em consideração na produção de neve são o aumento da eficiência hídrica, energética e da janela ambiental em que a neve pode ser produzida.
Máquinas de fabricação de neve artificial requerem bombas de água – e, às vezes, compressores de ar ao usar lança-neve – que são ambos muito grandes e caros. A energia necessária para produzir neve artificial é de cerca de 0,6–0,7 kWh/m³ para lança-neve e 1–2 kWh/m³ para canhões de neve. A densidade da neve artificial está entre 400 e 500 kg/m³ e o consumo de água para produzir neve é aproximadamente igual a esse número.
A produção de neve começa com o abastecimento de água, como em um rio ou reservatório. A água é bombeada por uma rede de tubulações na montanha usando grandes bombas elétricas a partir de uma casa de bombas. Essa água é distribuída através de uma complexa série de válvulas e canos em direção a qualquer pista que exija neve. A maioria dos resorts também adiciona um agente nucleante para garantir que o máximo de água possível congele e se transforme em neve. Esses produtos são materiais orgânicos ou inorgânicos que facilitam às moléculas de água a formação adequada para congelar em cristais de gelo. Os produtos não são tóxicos e são biodegradáveis.

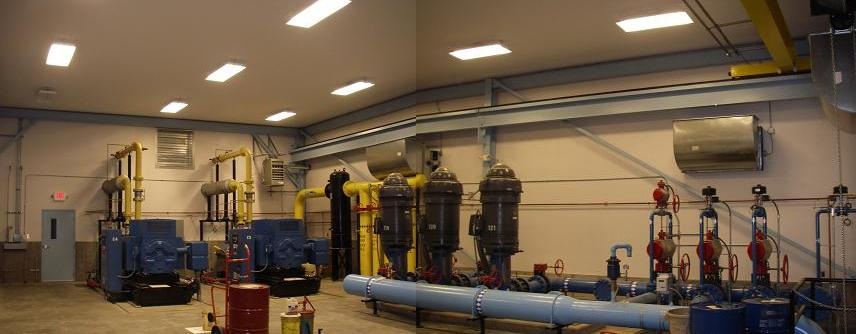
Conjunto de casa de bombas e usina de compressão de ar

O próximo passo no processo de fabricação de neve é adicionar ar usando uma usina de ar. Essa usina é frequentemente uma construção que contém compressores de ar industriais elétricos ou a diesel, podendo chegar ao tamanho de uma van ou um caminhão. No entanto, em algumas situações, a compressão de ar é fornecida por compressores portáteis montados em trailers movidos a diesel, que podem ser adicionados ao sistema. Muitos canhões de neve do tipo ventilador têm compressores de ar elétricos integrados, o que permite uma operação mais barata e compacta. Uma área de esqui pode ter as bombas de água de alta potência necessárias, mas não uma bomba de ar. Compressores integrados são mais baratos e mais fáceis do que ter uma casa de bombas dedicada. O ar geralmente é resfriado e a umidade excessiva é removida antes de ser enviado para fora da usina. Alguns sistemas até resfriam a água antes de ela entrar no sistema. Isso melhora o processo de fabricação de neve, pois quanto menos calor no ar e na água, menos calor deve ser dissipado para a atmosfera para congelar a água. Dessa usina, o ar viaja por um encanamento separado, seguindo o mesmo caminho que o encanamento de água.

### Proteínas ativas em nucleação de gelo
A água às vezes é misturada com compostos ina (do inglês, ice nucleation-active; ativos em nucleação de gelo), como a bactéria Pseudomonas syringae . Estas proteínas servem como núcleos eficazes em iniciar a formação de cristais de gelo a temperaturas relativamente altas, de modo que as gotículas se transformem em gelo antes de caírem no solo. A própria bactéria usa essas proteínas naturalmente para consumir plantas.

### Infraestrutura

Diagrama da tubulação

Tubulações acompanham as pistas e são equipadas com abrigos contendo hidrantes, energia elétrica e, ocasionalmente, linhas de comunicação.
Enquanto os abrigos para os canhões de neve necessitam apenas de água, energia e por vezes de comunicação, os abrigos para lança-neves geralmente precisam de hidrantes. Abrigos híbridos permitem flexibilidade máxima para conectar cada tipo de máquina de neve, pois têm todos os suprimentos disponíveis. A distância típica para abrigos de lança-neve é de 30 a 46 metros e para canhões-ventilador 76 a 91 metros. A partir desses hidrantes, mangueiras resistentes à pressão de 38 a 51 mm são conectadas, semelhantes às mangueiras de incêndio, com acoplamentos tipo camlock à máquina de neve.
A infraestrutura de apoio à produção de neve pode ter um impacto ambiental negativo, afetando lençóis freáticos vizinhos aos reservatórios e também a composição mineral do solo sob a própria neve.

## Canhões de Neve
Existem muitos tipos de canhões para produzir neve; no entanto, todos partilham o mesmo princípio básico de combinar ar e água para a formação de neve. Para a maioria dos canhões, o tipo ou “qualidade” da neve pode ser alterado regulando a quantidade de água na mistura. Para outros, a água e o ar são simplesmente componentes e a qualidade da neve é determinada pela temperatura e umidade do ar.
Em geral, existem três tipos de canhões de neve: canhão de mistura interna, de mistura externa e canhão-ventilador. Eles vêm em dois estilos principais de fabricação: canhões de ar e água e canhões ventilados.
Um canhão de ar e água pode ser montado em uma área elevada ou em um suporte no solo. Ele usa água e ar com maior pressão, enquanto um canhão ventilado usa um poderoso ventilador axial para impulsionar o jato de água a uma grande distância.
Um canhão de neve moderno geralmente consiste em um ou mais anéis de tubeiras que injetam água na corrente de ar do ventilador. Um bocal separado ou um pequeno grupo de bocais é alimentado com uma mistura de água e ar comprimido e produz os pontos de nucleação dos cristais de neve. Pequenas gotas de água e minúsculos cristais de gelo são então misturados e expelidos por um poderoso ventilador, quando são resfriados ainda mais por meio da evaporação no ar circundante à medida que caem no solo. Os cristais de gelo atuam como sementes para fazer com que as gotas de água congelem a 0 °C. Sem estes cristais a água iria super-resfriar ao invés de congelar . Este método pode produzir neve quando a temperatura de bulbo úmido do ar chega a -1 ºC. Quanto mais baixa for a temperatura do ar, mais e melhor neve um canhão pode produzir. Esta é uma das principais razões pelas quais os canhões de neve geralmente operam à noite. A qualidade da mistura das correntes de água e ar e as suas pressões relativas são cruciais para a quantidade de neve produzida e a sua qualidade.
Os canhões de neve modernos são totalmente informatizados e podem operar tanto de forma autônoma quanto ser controlados remotamente a partir de uma central de operações. Os parâmetros operacionais incluem: horário de início e parada, qualidade da neve, temperatura máxima de operação do bulbo úmido, velocidade máxima do vento, orientação horizontal e vertical e ângulo de varredura (para cobrir uma área mais ampla ou mais estreita). O ângulo de varredura e a área podem seguir a direção do vento.
- Canhões de mistura interna possuem uma câmara onde a água e o ar são misturados e forçados através de jatos ou buracos e caem no chão como neve. Essas máquinas normalmente ficam próximas ao solo em uma estrutura ou tripé e requerem muito ar para compensar o curto tempo de suspensão (tempo em que a água está no ar). Alguns exemplares mais novos são construídos em forma de torre e usam muito menos ar devido a um maior tempo de espera. O volume do fluxo de água determina o tipo de neve a ser produzida e é controlada por uma válvula de água ajustável.
- Os canhões de mistura externa têm um bico que pulveriza a água como um jato e bicos de ar que disparam ar através desse jato de água para dividi-lo em partículas de água muito menores. Esses canhões às vezes são equipados com um conjunto de bicos de mistura interna conhecidos como nucleadores. Eles ajudam a criar um núcleo ao qual as gotas de água se ligam enquanto congelam. Os canhões de mistura externa são tipicamente canhões de torre e dependem de um tempo de suspensão mais longo para congelar a neve. Isso permite que eles usem muito menos ar. Os canhões de mistura externa geralmente dependem de alta pressão da água para operar corretamente, então o suprimento de água é completamente aberto, embora em alguns casos o fluxo possa ser regulado por válvulas no canhão.
- Os canhões-ventiladores são muito diferentes de todos os outros canhões porque requerem eletricidade para acionar um ventilador, além de um compressor de ar oscilante embutido; os canhões-ventiladores modernos não precisam de ar comprimido de uma fonte externa. O ar comprimido e a água são expelidos pelo canhão através de uma variedade de bicos e, em seguida, o vento do grande ventilador os transforma em uma névoa no ar para alcançar um longo tempo de suspensão. Os canhões-ventiladores possuem de 12 a 360 bicos de água em um anel na frente do canhão, através dos quais o ventilador sopra o ar. Esses conjuntos de bicos podem ser controlados por válvulas, que podem ser manuais, elétricas manuais ou elétricas automáticas (controladas por um controlador lógico ou computador).

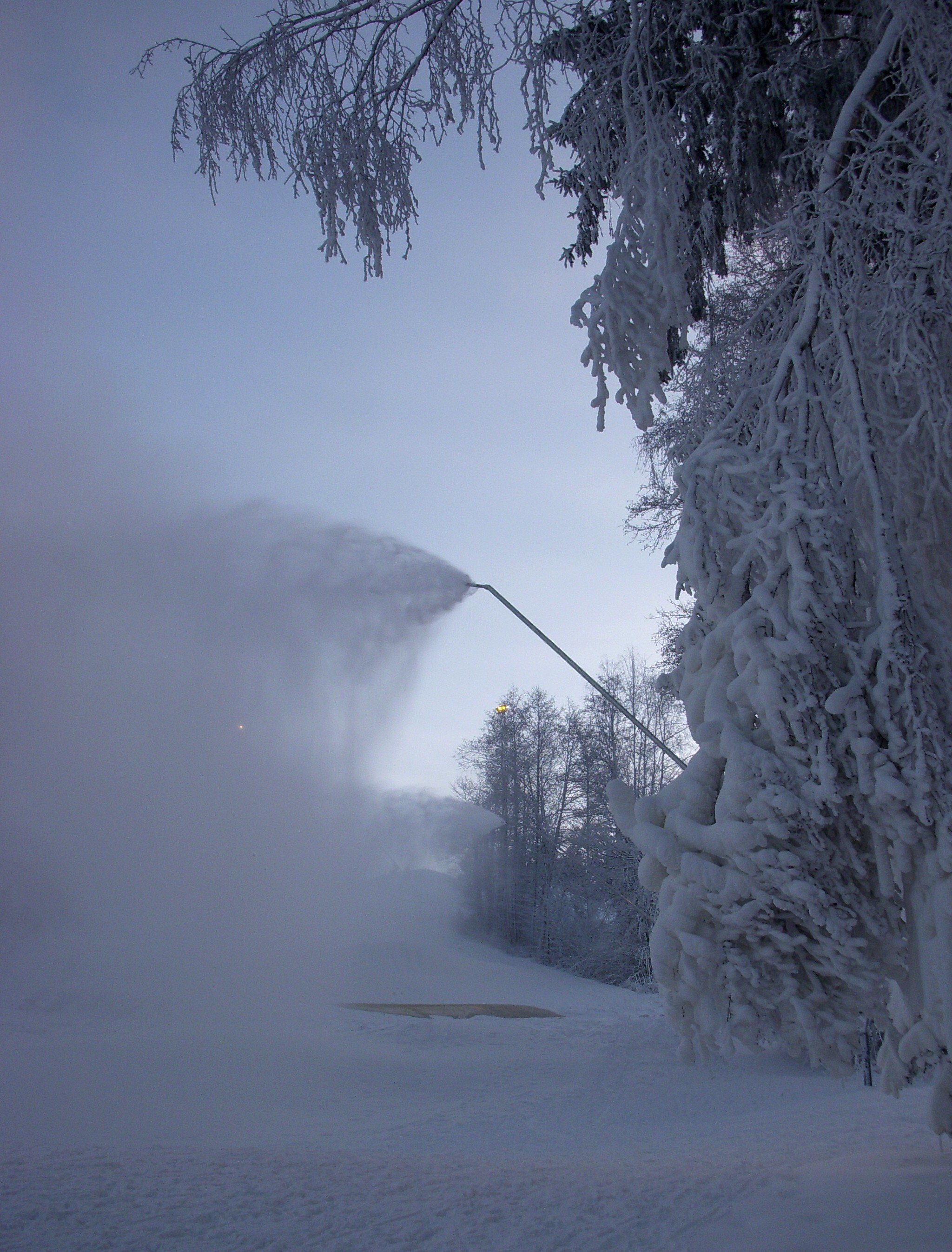
Canhão-lança usado em Flottsbro, Estocolmo

- Canhões-lança são tubos de alumínio inclinados verticalmente com até 12 metros de comprimento cuja extremidade é munida de nucleadores de água e/ou ar. O ar é então soprado na água atomizada na saída do bocal. O ar previamente comprimido se expande e esfria, criando núcleos de gelo nos quais ocorre a cristalização da água atomizada. A altura e a lenta descida permitem tempo suficiente para este processo. Este processo utiliza menos energia do que um canhão-ventilador, mas tem um alcance menor e uma menor qualidade de neve; também tem maior sensibilidade ao vento. As vantagens em relação a esse método são: menor investimento (apenas um sistema de cabos com ar e água, estação central de compressão), muito mais silencioso, metade do consumo de energia para a mesma quantidade de neve, manutenção mais simples devido ao menor desgaste e menos peças móveis, e regulação da produção de neve é possível em princípio. A pressão de trabalho dos canhões-lança é de 20 a 60 bar. Existem também pequenos sistemas móveis para uso doméstico que são operados pela conexão do jardim (Home Snow).

### Uso doméstico
Existem versões menores dos canhões de neve que são encontrados em estações de esqui, reduzidas com o intuito de funcionar com suprimentos de ar e água de magnitude doméstica. Fabricantes de neve domésticos podem receber abastecimento de água de uma mangueira de jardim ou de uma lavadora de alta pressão. Também existe a possibilidade de fabricação de neve em estilo "faça você mesmo", feitas com acessórios de encanamento e bicos especiais ou a pressão. O ar pressurizado é normalmente fornecido por compressores de ar padrão.
Os volumes de neve produzidos por máquinas de neve para uso doméstico dependem da mistura de ar/água, temperatura, variações no vento, capacidade de bombeamento, suprimento de água, suprimento de ar e outros fatores. Usar um borrifador doméstico não funcionará a menos que as temperaturas estejam bem abaixo do ponto de congelamento da água.

## Extensão do uso

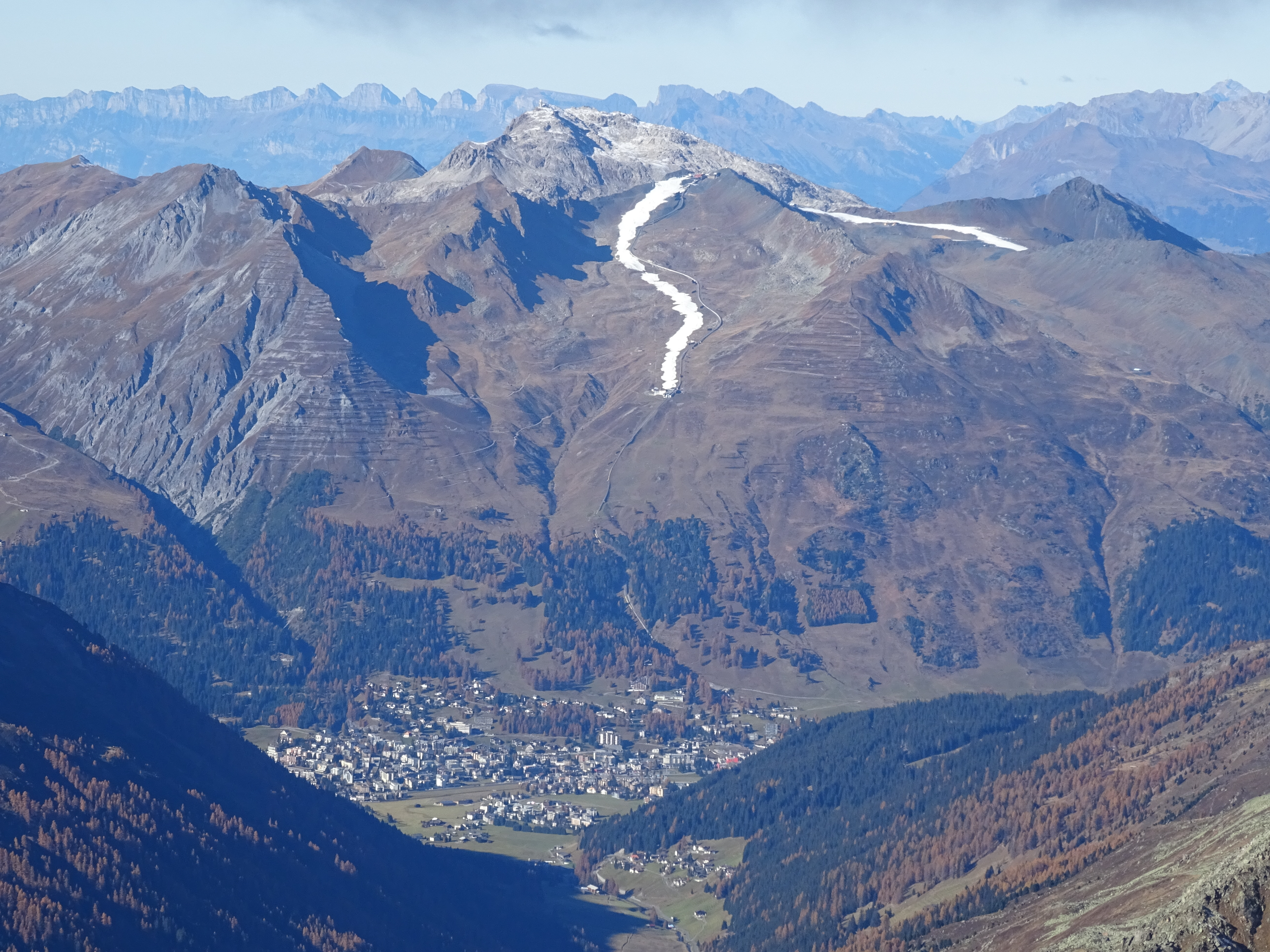
Estância de esqui Parsenn perto de Davos, Suíça, compensando a baixa precipitação de neve com a produção de neve artificial

Na temporada de esqui de 2009-2010, estimou-se que cerca de 88% das estações de esqui pertencentes à Associação Nacional de Áreas de Esqui estadunidense usavam neve artificial para complementar a precipitação natural de neve. Nos Alpes Europeus, a proporção de pistas de esqui que podem ser cobertas por neve artificial varia entre os países (Alemanha 25%, França 37%, Suíça 53%, Áustria 70%, Itália 90%). Desde 1985, as temperaturas médias nos Estados Unidos (excluindo o Alasca e o Havaí) para os meses de novembro a fevereiro têm estado consistentemente acima das temperaturas médias para os mesmos meses medidos entre 1901 e 2000. Esta tendência ao mesmo tempo limita e incentiva a utilização de neve artificial. O aumento das temperaturas resultará num maior degelo e diminuição da queda de neve, forçando assim as estações de esqui a dependerem mais fortemente da prática de fabricação de neve. No entanto, quando as temperaturas se aproximam de 6 ºC, a produção de neve não é mais viável conforme a tecnologia atual.

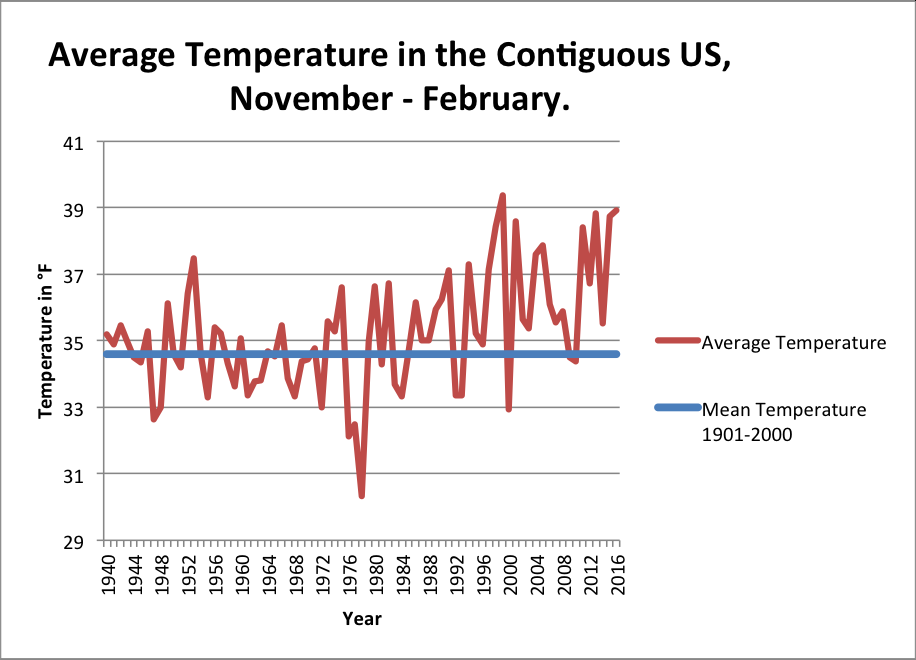
Temperaturas médias de inverno para os Estados Unidos contíguos

À medida que o uso de neve artificial se torna mais comum e eficiente, os desenvolvedores podem tentar construir novas estações de esqui ou expandir as existentes, como é o caso da estação de esqui Arizona Snowbowl. Tal incentivo pode causar uma degradação ambiental significativa, a perda de ecossistemas frágeis e raros e impactos em comunidades locais. Os elevados custos associados à produção de neve artificial servem como barreira ao início de sua utilização. Estimou-se que em 2008 o custo aproximado para comprar e instalar um canhão de neve seria de 131.000. Foram investidos aproximadamente 61 milhões de dólares em tecnologia de produção de neve nos Alpes franceses, 1 milhão de dólares na Áustria e 415 milhões dólares na Suíça. Além disso, 50% dos custos energéticos médios de uma estância de esqui estadunidense são gerados pela fabricação de neve.

## Economia

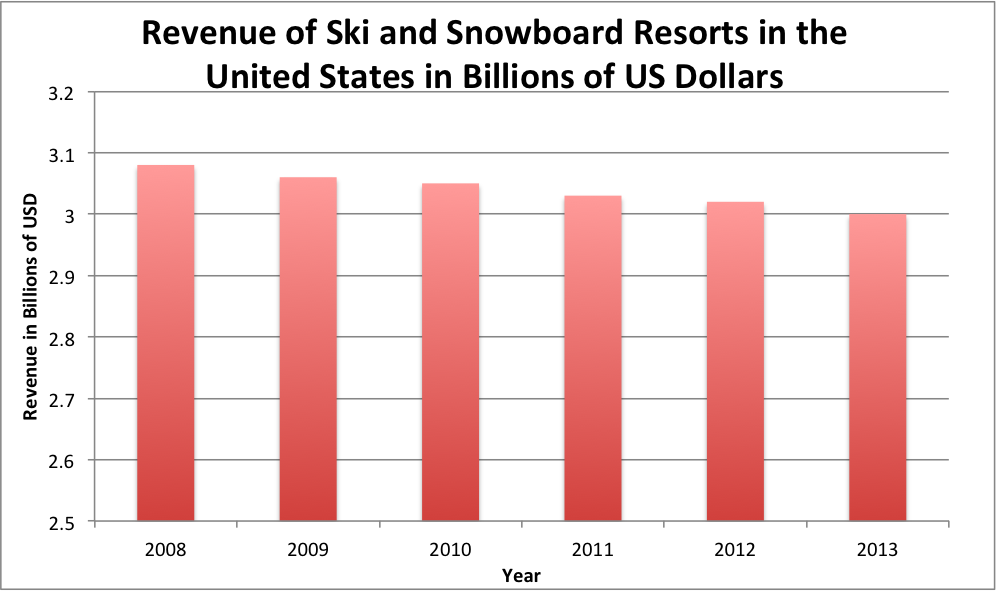
Modelo para as tendências de receitas em resorts de esqui e snowboard

Máquinas para a fabricação de neve permitem que as estações de esqui estendam suas temporadas e sustentem seus negócios em épocas de pouca neve. Com alteração das tendências climáticas, a precipitação de neve torna-se cada vez mais imprevisível, comprometendo assim o modelo económico das estações de esqui. Entre 2008 e 2013, estações de esqui e snowboard estadunidenses registaram receitas anuais de cerca de 3 bilhões de dólares. Estes níveis elevados de receitas aumentam a garantia de quantidades previsíveis e adequadas de cobertura de neve, o que pode ser conseguido através de práticas artificiais de fabricação de neve. Embora o benefício econômico das estações de esqui tenha sido de cerca de 3 bilhões de dólares nos últimos anos, o valor econômico indireto do turismo de inverno nos Estados Unidos é estimado em cerca de 12,2 bilhões de dólares por ano. Esses benefícios indiretos vêm na forma de gastos em hotéis, restaurantes, postos de gasolina e outros negócios locais. Além disso, o turismo de inverno sustenta cerca de 211.900 empregos nos Estados Unidos, o que equivale a um total de aproximadamente 7 bilhões de dólares pagos em benefícios e salários, 1,4 bilhões de dólares pagos em impostos estaduais e locais e 1,7 bilhões de dólares pagos em impostos federais. Os benefícios econômicos dos esportes de neve são grandes, mas também frágeis. Estima-se que em anos de menor queda de neve, haja uma diminuição de cerca de um bilhão de dólares na actividade econômica do setor.

## Impacto ambiental e condições futuras

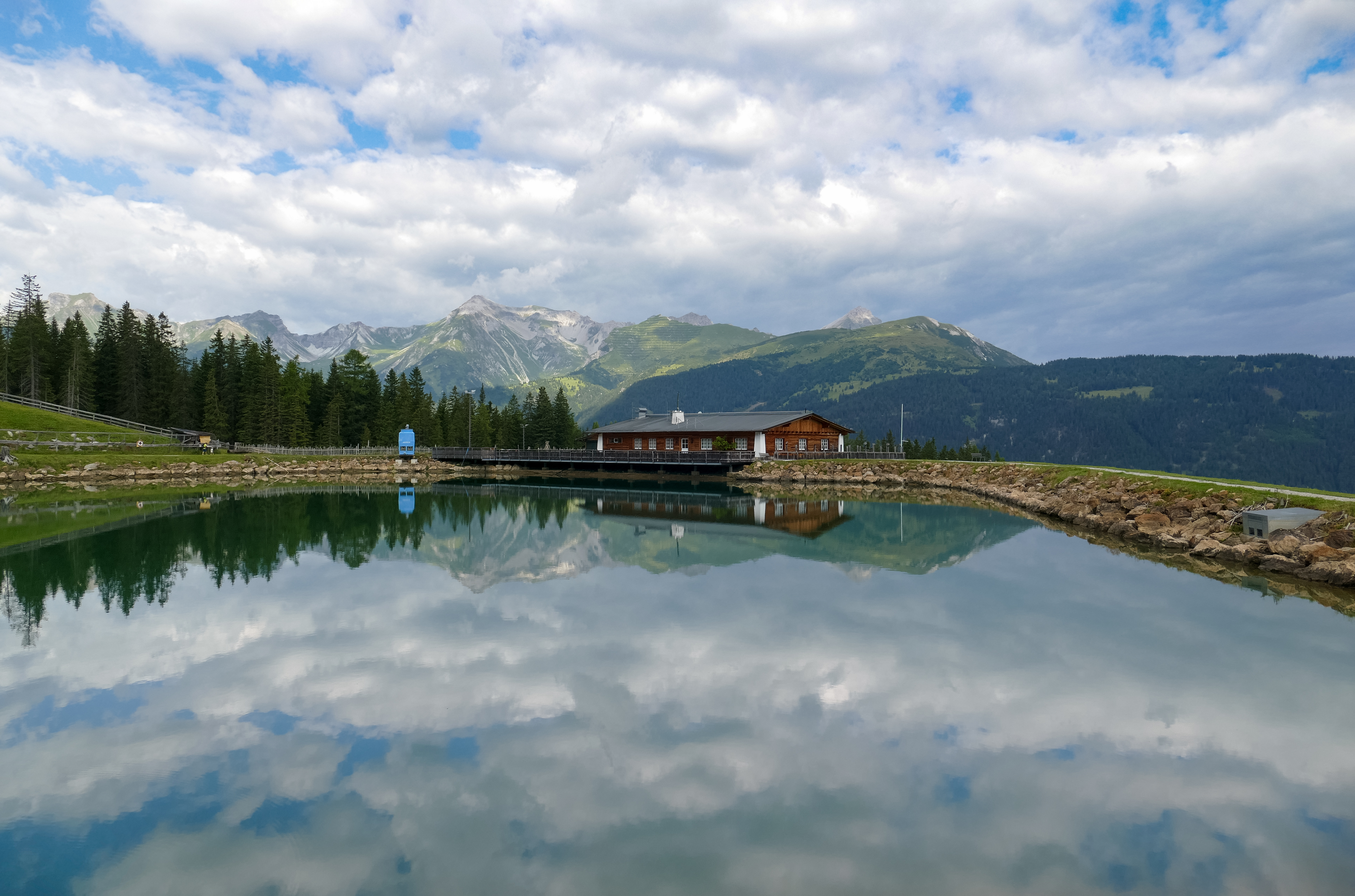
Um reservatório de água para produção de neve no Tirol austríaco dos Alpes de Stubai

### Reservatórios de montanha
A implementação e utilização de tecnologias de fabricação de neve requerem a realização de grandes projetos de infra-estrutura. Esses projetos resultam em impactos significativos nos ecossistemas locais. Um grande projeto associado à prática da produção de neve é o reservatório de montanha. Muitos reservatórios de montanha são barragens que alimentam tubulações de água subterrâneas e podem representar riscos de significativos para as populações e ecossistemas vizinhos. Além dos perigos representados pelos reservatórios e barragens convencionais, os reservatórios de montanha estão sujeitos a uma variedade de perigos específicos às montanhas. Esses perigos incluem avalanches e deslizamentos de terra. Aproximadamente 20% dos reservatórios de montanha são construídos em locais propensos a avalanches e cerca de 50% estão em áreas de risco muito elevado. Além disso, os reservatórios de montanha estão em risco de liberar água muito rapidamente, causando grandes inundações e comprometendo significativamente a segurança pública. A gravidade desses riscos é aumentada devido ao seu impacto potencial em populações e propriedades localizadas em áreas mais baixas.

### Uso de água e energia
Maquinários para fabricação de neve geralmente requerem entre 3.000 e 4.000 metros cúbicos de água por hectare de encosta coberta. Consequentemente, são necessários aproximadamente 400 litros de água para produzir um metro cúbico de neve e as máquinas de fazer neve podem utilizar cerca de 405 litros de água por minuto. Uma quantidade significativa dessa água é perdida por evaporação e, portanto, não retorna ao lençol freático. Além disso, são necessários aproximadamente 3,5 a 4,3 kWh de energia para produzir um metro cúbico de neve; esse número pode chegar a um máximo de 14 kWh ou um mínimo de 1 kWh por metro cúbico de neve. A produção de neve é responsável por aproximadamente 50% dos custos médios de energia de uma estação de esqui estadunidense, o que equivale a cerca de US$ 500.000.

### Efeitos no solo e na água potável
Estações de esqui frequentemente utilizam água mineral na produção de neve, o que tem impactos adversos nos ecossistemas e nas reservas de água ao redor. Reservatórios de montanha são frequentemente preenchidos com água altamente mineralizada, e o escoamento desses reservatórios afeta a composição mineral e química das águas subterrâneas, poluindo, assim, a água potável. Além disso, os reservatórios de montanha não permitem que a água se infiltre de volta no solo, de modo que a água só é retornada à reserva subterrânea por meio do escoamento.

### Condições ambientais e previsões
Como resultado das mudanças nos padrões climáticos, a produção de neve tornou-se uma atividade de grande potencial de receita devido à escassez de neve natural. No entanto, ela apresenta ameaças ambientais significativas que podem contribuir para perpetuar o problema que levou ao aumento da demanda por neve artificial em primeiro lugar.
A Agencia de Proteção Ambiental dos Estados Unidos prevê que as temperaturas aumentem entre 0,28 ºC e 4,8 ºC globalmente com um aumento provável de 1,5 ºC, e um aumento médio nas temperaturas norte-americanas entre 1,7 ºC e 6,7 ºC até 2100. Além disso, cientistas prevêem que a cobertura de neve no hemisfério norte diminuirá em 15% até ao final do século, com a diminuição da camada de neve e o encurtamento das estações de neve concomitantemente. Prevê-se que, na década de 2050, menos de metade dos 21 locais historicamente utilizados para os Jogos Olímpicos e Paraolímpicos de Inverno ainda teriam condições meteorológicas fiáveis. Estas mudanças previstas nos padrões de temperatura e precipitação de neve induzirão as estâncias de esqui a dependerem mais fortemente da produção artificial de neve, que utiliza quantidades significativas de água e electricidade. Como resultado, as estações de esqui contribuirão ainda mais para a emissão de gases de efeito-estufa e para a questão da escassez de água.
Além dos impactos ambientais a longo prazo, a fabricação de neve apresenta desafios ambientais imediatos. A neve produzida artificialmente leva cerca de duas a três semanas a mais para derreter em comparação com a neve natural. Dessa forma, a prática de fabricação de neve introduz novas ameaças e desafios para a flora e fauna locais. Além disso, o alto conteúdo mineral e de nutrientes da água utilizada para produzir a neve artificial altera a composição do solo, o que, por sua vez, afeta quais plantas conseguem crescer.

## Efeitos secundários
Além dos efeitos diretos da produção de neve artificial, as práticas de fabricação de neve resultam em diversos efeitos secundários.

### Positivos
Consequências positivas resultantes da produção artificial de neve incluem impactos positivos nas economias locais, maiores oportunidades para a atividade física e melhores condições para a concorrência do mercado. Além disso, a produção de neve artificial permite que as estações de esqui estendam o tempo de funcionamento, aumentando assim as oportunidades para as pessoas participarem em atividades físicas ao ar livre. Finalmente, a composição da neve produzida com canhões de neve difere da da neve natural e, como tal, proporciona melhores condições para as competições desportivas de inverno. Muitas vezes é preferido pelos profissionais por ser mais rápido e aderente que a neve natural.

### Negativos
Os efeitos negativos mais visíveis resultantes da produção de neve artificial são os impactos ambientais adversos. No entanto, além dos impactos ambientais, a produção de neve artificial gera significativas externalidades culturais e sociais negativas. Essas externalidades incluem questões relacionadas ao uso da terra e aos direitos sobre a terra. Muitos resorts de esqui alugam montanhas e pistas do Serviço Florestal dos Estados Unidos, o que levanta questões sobre como a terra pode e deve ser usada e quem deve ser o árbitro para determinar os usos apropriados.
Um exemplo específico de uma externalidade cultural negativa é a controvérsia envolvendo a fabricação artificial de neve no Arizona Snowbowl, um resort de esqui no norte do Arizona. O Arizona Snowbowl está situado nas Serra de São Francisco, que são um dos locais mais sagrados para várias tribos nativas americanas da região dos Quatro Cantos, incluindo a nação Navajo. Em 2004, o Arizona Snowbowl estava alugando suas pistas do Serviço Florestal estadunidense e planejava construir novas pistas de esqui e aumentar a produção de neve artificial. O projeto proposto envolvia a limpeza de aproximadamente 30 hectares de floresta, o uso de água reciclada para produzir neve artificial, a construção de um reservatório de 1,2 hectares para água reciclada e a instalação de uma rede de tubulações subterrânea. Um grupo de demandantes composto por membros de seis tribos nativas americanas e várias outras organizações entrou com uma ação judicial contra o Serviço Florestal americano e o Arizona Snowbowl. Os demandantes alegaram que a realização de tal projeto alteraria e danificaria significativamente a natureza cultural e espiritual da montanha. O processo judicial acabou falhando cinco anos depois.

## Outros usos
Em sueco, a frase "canhão de neve" (Snökanon) é usada para designar o fenômeno climático de neve de efeito lacustre. Por exemplo, se um corpo de água fechado, como o Mar Báltico, ainda não estiver congelado em Janeiro, ventos frios vindos da Sibéria podem provocar nevascas significativas na região.